# Divine (artist)

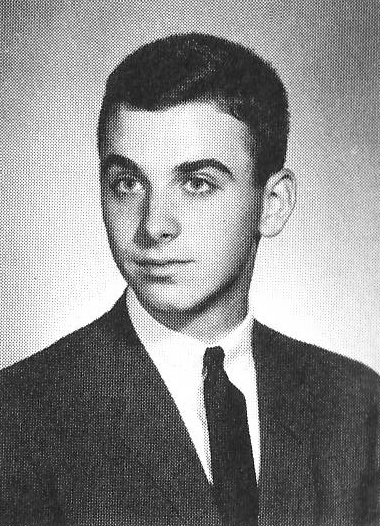
Glenn Milstead som ung.

Divine är artistnamnet för den amerikanske skådespelaren och artisten Harris Glenn Milstead, född 19 oktober 1945 i Baltimore, Maryland, död 7 mars 1988 i Los Angeles, Kalifornien. 
Milstead är mest känd som Divine - en dragqueen som gav ut musikalbum och medverkade i filmer av John Waters. Deras kanske mest kända - och definitivt mest ökända - samarbete var i filmen Pink Flamingos 1972, i vilken Divine åt hundbajs. Divine var kraftigt överviktig och sägs ha varit inspiration bakom bläckfiskkaraktären Ursula i Disneyfilmen Den lilla sjöjungfrun.

## Filmer
- Roman Candles (1966)
- Eat Your Makeup (1968)
- The Diane Linkletter Story (1969)
- Mondo Trasho (1969)
- Multiple Maniacs (1970)
- Pink Flamingos (1972)
- Female Trouble (1974)
- Polyester (1981)
- Lust in the Dust (1985)
- Trouble in Mind (1985)
- Tales from the Darkside (1987)
- Hairspray (1988)
- Out of the Dark (1989)

## Diskografi

### Album
- My First Album (1982)
- Jungle Jezebel (1982)
- The Story So Far (1984)

### Singlar
- Native Love (Step By Step) (1982)
- Shoot Your Shot (1983)
- Love Reaction (1983)
- Shake It Up (1983)
- You Think You're A Man (1984)
- I'm So Beautiful (1984)
- T Shirts and Tight Blue Jeans  (1984)
- Walk Like A Man (1985)
- Twistin' The Night Away (1985)
- Hard Magic (1985)
- Little Baby (1987)
- Hey You! (1987)